# イスラエル諜報特務庁
イスラエル諜報特務庁（イスラエルちょうほうとくむちょう、ヘブライ語: המוסד למודיעין ולתפקידים מיוחדים、ラテン語: HaMossad leModiʿin uleTafkidim Meyuḥadim、ハ-モサッド・レ-モディイン・ウ-レ-タフキディム・メユハディム）は、イスラエルの情報機関。「モサド」と通称される。原語には「イスラエル」の文字はない。
「モサド」という言葉はヘブライ語で組織・施設・機関を意味する「モサッド」（מוסד ：Mossad）からきたもので、イスラエルでも「ハ-モサッド（המוסד）」と呼ぶことが一般的である。ちなみに、英語ではInstitute for Intelligence and Special Operations（IISO）という。
首相府管下にあり、対外諜報・諜報活動と特務工作を担当。長官は政治任命で決定され、基本的には2期8年まで務めることが出来る。活動の根拠となる法律が存在しないため、法的には存在しない組織ともいえる。イスラエル情報コミュニティーのメンバーである。
モットーは「議士多ければ平安あり」（ヘブライ聖書『箴言集11:14』）。このほか、公式サイト上に「モサド憲章」を掲げている。
情報収集、秘密工作（準軍事的な活動および暗殺を含む）および対テロリズム活動、逃亡している元ナチス・ドイツ戦犯やテロリストの捜索などをおこない、その焦点はおもにアラブ国家などの敵対国に向けられ、組織の拠点は世界のいたるところに存在する。モサドは、「民間のサービス」という名目でスタッフはすべてイスラエルの徴兵システムの一部としてイスラエル国防軍に採用されるが、軍隊の階級を使用しない。また、それらのうちの多数は士官である。世界各国に在住するユダヤ人の人脈もある。
局員の採用に非常に神経を使っていることで知られ、採用の対象となった人物がスパイとして適格か否かを判断するまで約2〜3年という時間をかける。採用の対象となった人物は知能・知性を中心に、品性、社交性、思想、体力などありとあらゆるデータを徹底的に精査されるという。

## 歴史

### ユダヤ機関とハガナー
イスラエル諜報特務庁の組織的源流はおもに2つ。1つはイギリス委任統治領パレスチナのイシューブ（ユダヤ人社会）の政府的機構であったユダヤ機関外交および諜報部の政治局。ハイム・アルロゾロフ（1931年 - 1933年）やモシェ・シャレット（1933年 - 1948年）が歴代局長を務めた。モサド初代長官ルーヴェン・シロアッフも政治局員であった。2つ目は1940年に創設されたハガナー情報局の英国課である。

### イスラエル独立
1948年5月14日にイスラエルが国家として独立する。軍事組織ハガナーをもとにイスラエル国防軍が創設される。

### コミュニティー成立
モサド公式サイトは1948年6月7日にダヴィド・ベン＝グリオン首相がハガナー情報局の解体を命令したとしている。高級紙ハアレツの諜報問題担当記者、ヨッシー・メルマンによると、国防軍創設直後の1948年6月30日にイサル・ベーリーらによりハガナーの情報部門のシャイは解体されて、下記の3つの組織に再編された。メルマンはこの日をイスラエル情報コミュニティーの誕生した日としている。
- 外務省政治局（ハ-マフラカ・ハ-メディニィート）
- イスラエル保安庁（シェルート・ハ-ビタホン）
- イスラエル参謀本部作戦局諜報課（マフラカット・ハ-モディイン）

### 外務省政治局
モシェ・シャレット外務大臣（およびベン＝グリオン首相）の特務問題顧問であったルーヴェン・シロアッフ監督下の外務省政治局が対外諜報活動を担当。モサドの前身となる。政治局・局長にはボリス・グリエルが就任。シモン・ペレスの弟ギギー・ペレスも政治局に所属していた。

### 問題点
外務省政治局の諜報活動における浪費は耐乏生活がつづくイスラエル建国期の質実剛健の気風にあわず、他の情報機関から反感を買い、政治局員の中傷がながされた。さらに政治局の情報の質が低かったので、当時の安全保障問題専門家達は危機感をもち、イスラエル参謀本部作戦局情報課とイスラエル保安庁は独自に対外諜報活動を始めて混乱が生じたので、それを一本化する強力な中央情報機関がのぞまれた。シロアッフに報告をうけていたダヴィド・ベン＝グリオンは事情をよく理解していた。

### モサド創設
シロアッフのすすめもあってベン＝グリオンは、1949年12月13日に上記3組織の諜報活動の監督と調整のために首相府と外務省両属の諜報保安集中調整庁（モサッド・レ-リクーズ・ウ-レ-テウーム・シェルテイ・ハ-モディイン・ヴェ-ハ-ビタホン）創設をシロアッフに命令した。モサド公式サイトではこの日を正式な創設日と指定している。一方メルマンは外務省政治局が廃止された1951年3月をモサド創設日と考えている。

### 初代長官シロアッフ
ベン＝グリオンの命によりモサド初代長官にはルーヴェン・シロアッフが就任。この移行期に対外情報機関として外務省政治局とそれを監督する諜報保安集中調整庁は並存。

### 外務省スパイの反乱
1950年、ルーヴェン・シロアッフは外務省政治局解散を決定。段階的に諜報保安集中調整庁への吸収を進めた。それに対して政治局員は猛反発。その際にスパイ達は秘密報告書を燃やして抵抗。さらに集団辞職へ発展。1951年3月、最終的に外務省政治局は廃止された。

### 諜報特務庁
外務省政治局の資産を収めた諜報保安集中調整庁は諜報特務庁（ハ-モサッド・レ-モディイン・ウ-レ-タフキディム・メユハディム）と名を改める。同時に外務省傘下から首相府直轄へと移る。メルマンによると、この時期にイスラエルの情報機関は手本であった英国型から元首直属の米国型となる。

### 初期の長官
ルーヴェン・シロアッフが健康問題で辞任すると、イサル・ハルエルは1952年から1963年まで諜報特務庁長官に就任。1952年にはイスラエル総保安庁長官を兼任して安全保障担当というポジションについた。

### モサド本部への攻撃
2023年以降、イスラエルはベイルートに本拠地を構えるヒズボラとの間で戦闘が激化。2024年9月にヒズボラ戦闘員が所有する通信機器が次々と遠隔操作で爆発して多数の死傷者が発生すると、ヒズボラはイスラエルの仕業だとして非難（レバノンのポケベル爆発）。同年9月25日、ヒズボラは報復攻撃としてロケット弾をテルアビブ郊外のモサド本部に向けて発射したことを明らかにした。一方、イスラエルはモサド本部の所在について、ミサイル攻撃を受けた地域には存在しないとの反論を行った。

## 機構

### 要員数
情報機関員数は、一般的にその秘密性から正確な数字は不明である。日本政府によると1,500～2,000人と推測されている。正職員のほかに、世界中に存在するユダヤ人を協力者、サイアニム（en:Sayanim）として利用することができる。

### 機構
長官の下に行政管理を管掌する副長官と作戦関係を管掌する副長官が存在し、2人の副長官の下には以下の部門が存在する。また、モサドは世界中から収集した情報を集約した「PROMIS」と呼ばれる世界有数の電子データベースを保有しており、必要に応じて他国の情報機関にも有料で情報提供を行うという。

#### 工作担当
- ツォメト：モサド最大の部署で、工作員を使った諜報活動を担当する
- ネヴィオト（旧クエシェト）：尾行、監視、盗聴等を用いて対象者の行動確認を行う
- メトツァダ（旧ツェザレヤ）：実力行使、特殊作戦を担当する
  - キドン（バヨネット）：首相が議長を務める「X委員会」が承認した人物の暗殺を担当
- LAP：心理戦（プロパガンダ、偽情報）を担当する
- テヴェリ：友好国との連絡を担当する
- ツァフリリム：全世界のユダヤ人の保護、場合によってはイスラエルへの移住を担当する
- 技術工作課

#### 行政管理担当
- 総務課
- 保安課
- 分析課
- 訓練課
- 工作調整課
- 技術・諜報設備課

## モサド歴代長官
- ルーヴェン・シロアッフ（1949年 - 1952年）
- イサル・ハルエル（1952年 - 1963年）
- メイール・アミート（ヘブライ語版）（1963年 - 1968年）
- ツヴィ・ザミール（ヘブライ語版）（1968年 - 1974年）
- イツハク・ホフィ（ヘブライ語版）（1974年 - 1982年）
- ナフーム・アドゥモニ（ヘブライ語版）（1982年 - 1989年）
- シャブタイ・シャヴィット（ヘブライ語版）（1989年 - 1996年）
- ダニー・ヤトゥーム（ヘブライ語版）（1996年 - 1998年）
- エフライム・ハレヴィ（ヘブライ語版）（1998年 - 2002年）
- メイール・ダガン（2002年 - 2011年）
- タミル・パルド（2011年 - 2016年）
- ヨシ・コーヘン（2016年 - 2021年）
- ダビデ・バルネア（2021年 - ）

## 著名な諜報員
- ウォルフガング・ロッツ
- エリ・コーヘン（スパイ）

## 偽造パスポート疑惑
モサドは国外での諜報活動に当たる際に各国の偽造パスポートを利用しているという疑惑がある。2010年1月20日にパレスチナのハマース軍事部門創設者マフムード・マブーフがアラブ首長国連邦のドバイで暗殺された事件で、ドバイの警察当局は、暗殺がモサドによるものであり、犯行にはイギリスやオーストラリアなどの偽造されたパスポートが利用されたとの見方を示した。イギリス政府は、パスポート悪用を非難し、イスラエル人外交官1人を国外追放処分とした。

### 関連訳書
- ロネン・バーグマン『イスラエル諜報機関暗殺作戦全史』早川書房 上下、小谷賢監訳、2020年
- マイケル・バー＝ゾウハー／ニシム・ミシャル『モサド・ファイル　イスラエル最強スパイ列伝』ハヤカワ文庫、上野元美訳、2014年